# 白い風船 (菓子)
白い風船（しろいふうせん）は、亀田製菓株式会社が製造販売する米菓。甘いクリームを2枚の円形をした白色のソフトせんべいで挟んである。

## 概要
1982年に発売。甘くなめらかなクリームを真っ白な円形のソフトせんべいでサンドした菓子で、さくさくとした軽い食感が特長。2017年3月20日にリニューアルし、乳酸菌（植物性乳酸菌K-2）やカルシウムの配合、クリームの増量などを行った。

## 味の種類
レギュラー商品として、ミルククリーム入りとチョコクリーム入りの2種類が販売されている。また、期間限定商品として、2009年、2015年、2016年に苺クリーム入りを、2016年にマロンクリーム入りを販売した。